# Vermara
Vermara är ett släkte av insekter. Vermara ingår i familjen dvärgstritar.
Kladogram enligt Catalogue of Life:
| Vermara | \| \| Vermara horneata \| \| \| \| \| \| Vermara neglecta \| \| \| \| |
|         | \| \| Vermara horneata \| \| \| \| \| \| Vermara neglecta \| \| \| \| |
|         | Vermara horneata                                                      |
|         |                                                                       |
|         | Vermara neglecta                                                      |
|         |                                                                       |